# Panthera tigris soloensis
Tigre de Ngandong
« Tigre de Ngandong » redirige ici. Pour les autres significations, voir Tigre et Ngandong.
Sous-espèce
Synonymes
- Panthera sondaica Temminck 1845[1],
- Feliopsis palaeojavanica Stremme 1911[1]

Le Tigre de Ngandong (Panthera tigris soloensis) est une sous-espèce fossile du tigre découverte sur l'île de Java. Il vivait durant le Pléistocène et constitue une forme intermédiaire avant le Tigre de Java (Panthera tigris sondaica).

## Systématique
Koenigswald décrit ce tigre, en 1933, sous le nom Felis soloensis. Le nom scientifique deviendra Panthera tigris soloensis lorsqu'elle sera reconnue comme une sous-espèce.

## Découverte
Panthera tigris soloensis fait partie de la faune de Ngandong, d'endémisme élevé. Des fossiles ont été retrouvés à Ngandong, à Sambungmacan dans le Java central et à Punung. Panthera tigris soloensis est décrit comme ayant une taille proche du Tigre du Bengale (Panthera tigris tigris) et du Tigre de Sibérie (Panthera tigris altaica). La quatrième prémolaire (P4) est décrite comme étroite et la première molaire (M1) comme longue et large ; par ailleurs, Panthera tigris soloensis avait l'occiput étroit, tout comme le Tigre de Java actuel.
Plusieurs formes de tigre, considérées comme des sous-espèces éteintes, ont été découvertes. Panthera tigris soloensis est considéré comme l'une des formes les plus proches du Tigre de Java, qui aurait évolué depuis Panthera tigris oxygnatha (1,6 million d'années) puis Panthera tigris trinilensis (700 000 ans à 1,3 million d'années).

## Paléoécologie
En plus des restes du tigre de Ngandong, de nombreux autres fossiles de la même époque ont été découverts à Ngandong, comme les proboscidiens Stegodon trigonocephalus et Elephas hysudrindicus, les bovins Bubalus palaeokerabau et Bos palaesondaicus, les périssodactyles existants Tapirus indicus et Rhinoceros sondaicus, et une grande variété d'espèces de cervins. Des fossiles d'Homo erectus soloensis sont également connus dans la région.

### Articles
- (en) Leo Daniel Brongersma, « Notes on some recent and fossil cats, chiefly from the Malay Archipelago », Zoologische Mededelingen, vol. 18,‎ 1935, p. 1–89 (lire en ligne).
- (en) Leo Daniel Brongersma, « Notes on fossil and prehistoric remains of “Felidae” from Java and Sumatra », Comptes Rendus du XIIe Congrès Internacional de Zoologie (Lisboa, 1935),‎ 1937, p. 1855–1865
- (en) Helmut Hemmer, « Fossil mammals of Java. II. Zur Fossilgeschichte des Tigers (Panthera tigris (L.)) in Java », Koninklijke Nederlandse Akademie van Wetenschappen, vol. B.74, no 1,‎ 1971, p. 35–52

### Ouvrages
- (en) Peter Boomgaard, Frontiers of Fear : Tigers and People in the Malay World, 1600-1950, Presses universitaires de Yale, 2001, 306 p. (ISBN 978-0-300-12759-1, lire en ligne).
- (en) Truman Simanjuntak, Bagyo Prasetyo et Retno Handini, Sangiran : Man, Culture, and Environment in Pleistocene Times : Proceedings of the International Colloquium on Sangiran, Solo-Indonesia, 21st-24th September 1998, Yayasan Obor Indonesia, 2001, 442 p. (lire en ligne).
- (en) Scott Elias et Cary Mock, Encyclopedia of Quaternary Science, Newnes, 25 mars 2013, 3888 p. (lire en ligne).
- (en) Ronald Tilson et Philip J. Nyhus, Tigers of the World : The Science, Politics and Conservation of Panthera tigris, Academic Press, coll. « Noyes Series in Animal Behavior, Ecology, Conservation, and Management », 30 novembre 2009, 552 p. (ISBN 978-0-08-094751-8, lire en ligne).
- (en) Simanjuntak, T., Prasetyo, B. et Handini, R., Paleogeography of the Solo area and the Search for Lower and Middle Pleistocene Prehistoric Sites, Jakarta, The National Research Centre of Archaeology, coll. « Sangiran: Man, Culture, and Environment in Pleistocene Times », 2001, 257–259 p. (lire en ligne).